# 영웅

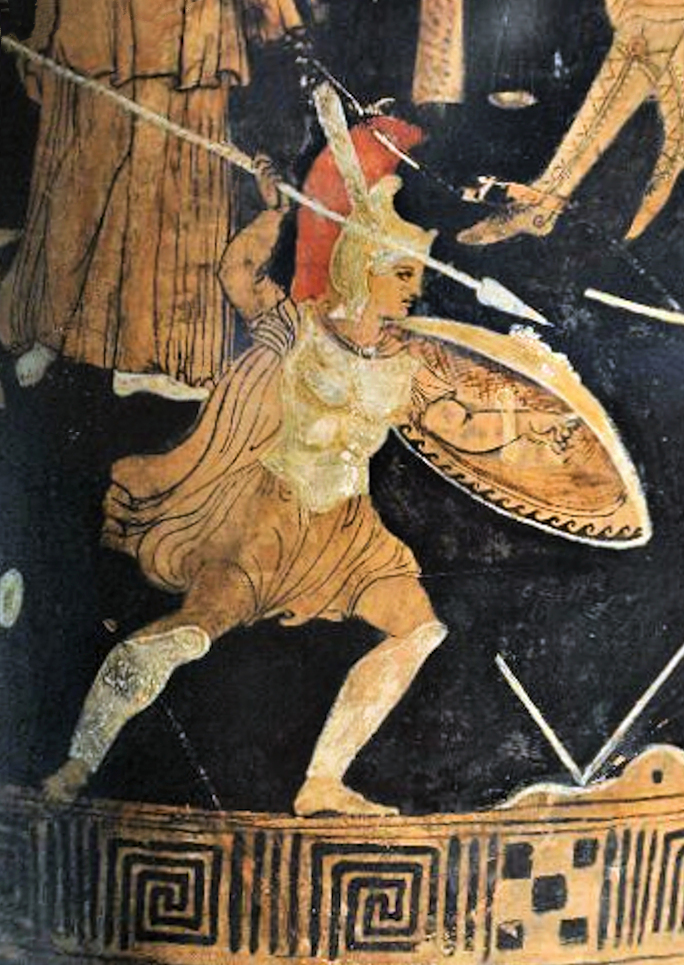
년경으로 거슬러 올라가는 고대 그리스의 다채로운 도자기 그림에 묘사된 트로이 전쟁 중의 아킬레우스.

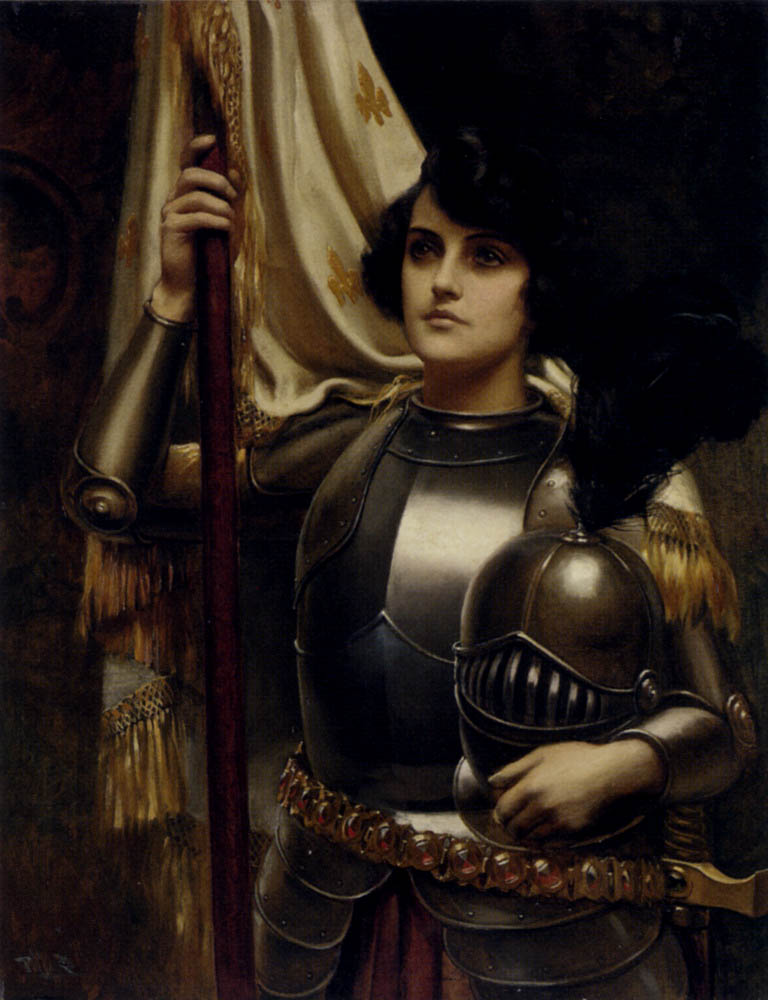
잔 다르크는 백년 전쟁에서의 역할로 중세 기독교 프랑스의 영웅으로 여겨지며, 로마 가톨릭 성인으로 시성되었다.

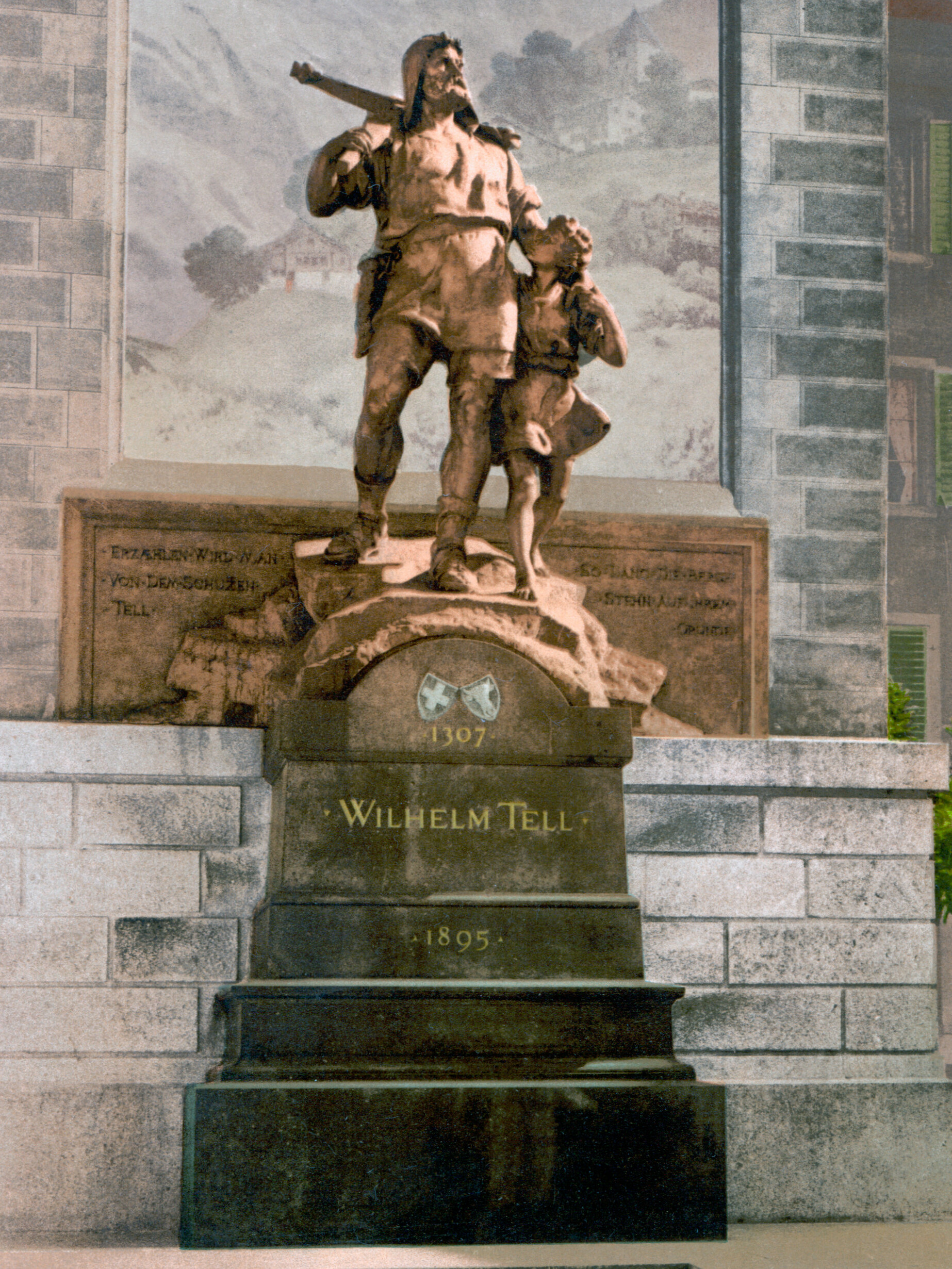
빌헬름 텔, 스위스의 인기 있는 민속 영웅.

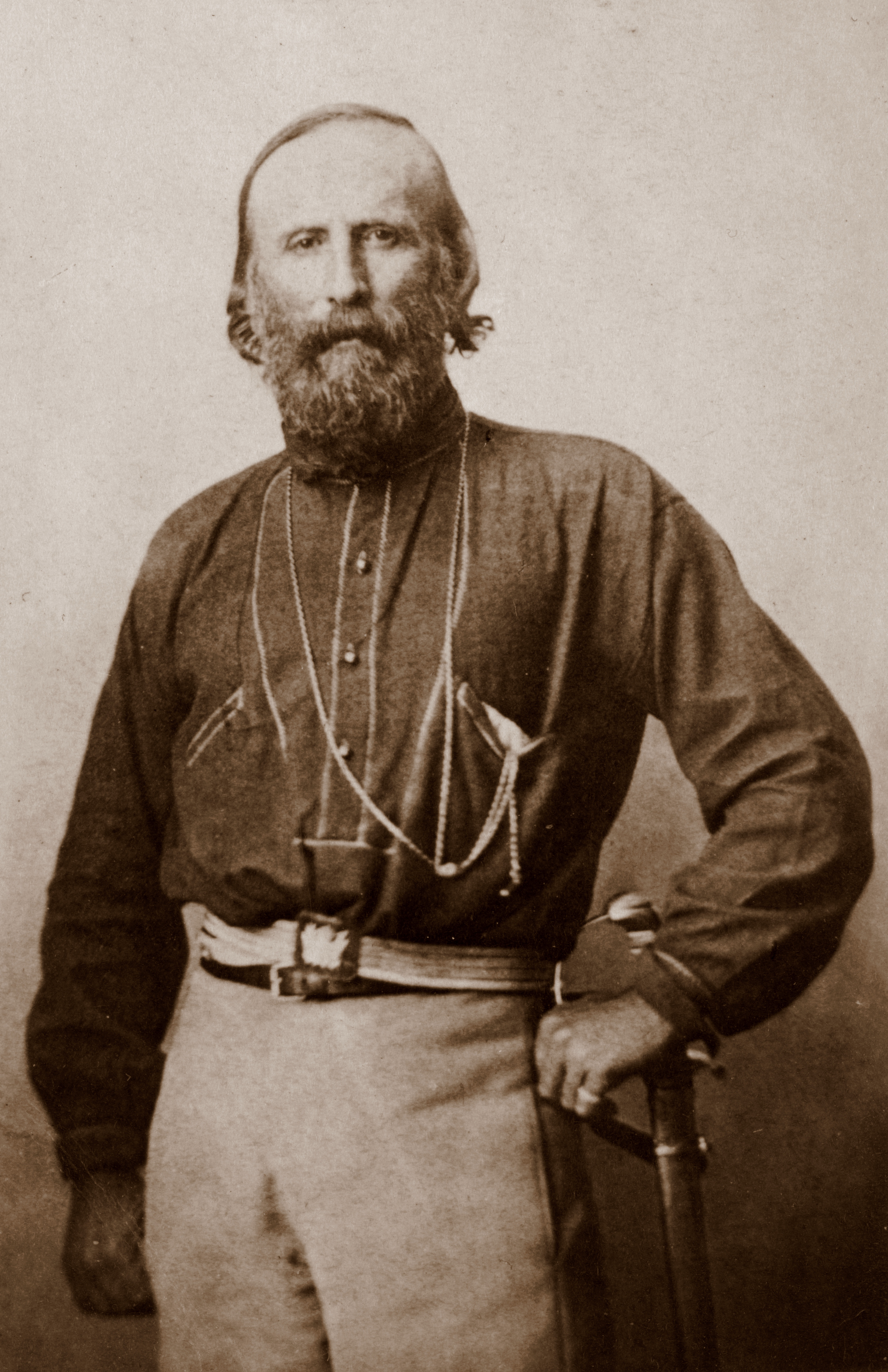
근대 최고의 장군 중 한 명으로 칭송받는 주세페 가리발디는 이탈리아 통일에서의 역할로 이탈리아의 국민 영웅으로 여겨지며, 남아메리카와 유럽에서의 군사 활동으로 인해 "두 세계의 영웅"으로 알려져 있다.

영웅(英雄, 문화어: 려웅, 히어로, 영어: hero) 또는 여성형 히로인(영어: heroine 헤로인[*])은 위험에 직면하여 재치, 용기, 또는 힘을 통해 역경과 싸우는 실제 인물 또는 가공의 인물이다. 고전 서사시의 원래 영웅 유형은 영광과 명예를 위해 그러한 일을 했다. 반면에 고전후 및 현대 영웅은 고전적인 부, 자만심, 명성이라는 목표 대신 공동선을 위해 위대한 행위나 이타적인 행동을 한다. 영웅의 반의어는 악당이다. 영웅 개념과 관련된 다른 용어로는 착한 사람 또는 화이트햇이 있을 수 있다.
고전 문학에서 영웅은 고대 전설을 통해 찬양되는 영웅 서사시의 주요 또는 존경받는 인물로, 종종 군사적 정복을 위해 노력하고 계속해서 결함 있는 개인의 명예 규범에 따라 산다. 영웅의 정의는 시대에 따라 변해왔다. 메리엄 웹스터 사전은 영웅을 "위대하거나 용감한 행동 또는 훌륭한 자질로 존경받는 사람"이라고 정의한다. 영웅의 예로는 길가메시나 이피게네이아와 같은 신화적 인물부터 잔 다르크, 주세페 가리발디, 조피 숄, 앨빈 요크, 오디 머피, 척 예거와 같은 역사적 및 현대적 인물, 그리고 슈퍼맨과 슈퍼걸을 포함한 가상의 "슈퍼히어로"에 이르기까지 다양하다.

## 어원

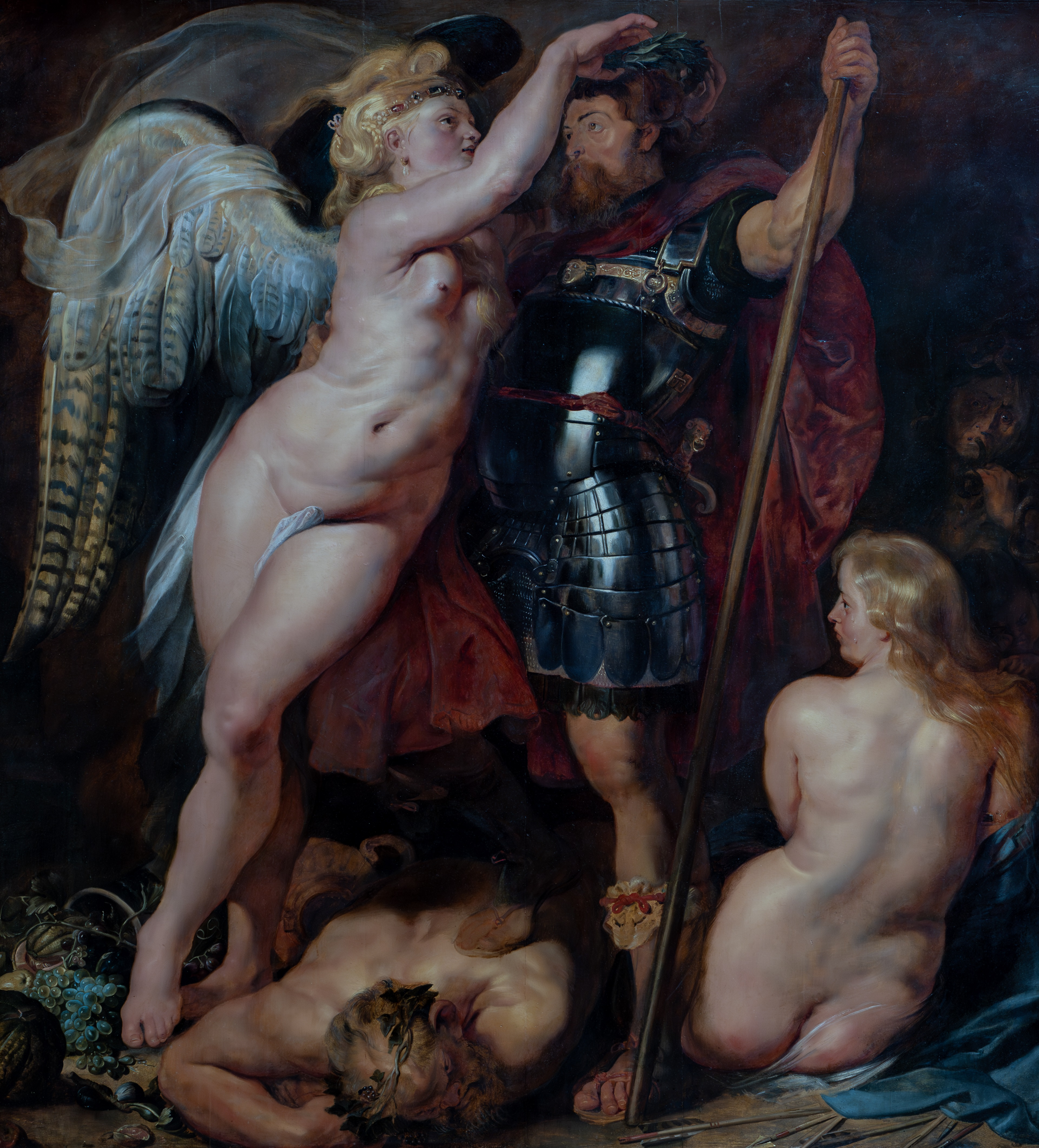
페테르 파울 루벤스의 덕의 영웅 대관식, -1614

영웅을 뜻하는 영어 단어 'hero'는 그리스어 ἥρως(hērōs)에서 유래되었는데, 특히 헤라클레스와 같이 신의 혈통을 가졌거나 나중에 신적 명예를 받은 사람을 의미한다. 선형문자 B가 해독되기 전에는 이 단어의 원래 형태가 *ἥρωϝ-(hērōw-)라고 추정되었지만, 미케네 합성어 ti-ri-se-ro-e는 -w-가 없음을 보여준다. 히어로라는 이름은 호메로스 이전의 그리스 신화에 등장하는데, 헤로는 아프로디테 여신의 여사제였고, 이 신화는 문학에서 자주 언급되어 왔다.
미국 유산 영어 사전에 따르면, 원시 인도유럽어의 어근은 "보호하다"를 의미하는 *ser이다. 에릭 파트리지의 오리진스(Origins)에 따르면, 그리스어 hērōs는 라틴어 seruāre("보호하다"를 의미)와 "유사하다"고 한다. 파트리지는 "헤라와 영웅의 기본 의미는 따라서 '수호자'일 것이다"라고 결론짓는다. R. S. P. 비케스는 인도유럽어 파생을 거부하고 이 단어가 그리스어 이전 기원을 가지고 있다고 주장한다. 헤라는 보호를 포함한 많은 속성을 가진 그리스 여신이었고, 그녀에 대한 숭배는 유사한 원시 인도유럽어 기원을 가지고 있는 것으로 보인다.
여성형 용어인 히로인은 라틴어 heroina에서 유래했으며, 그리스어 hērōinē는 hērōs의 여성형이다. 그러나 영어에서 이 단어의 첫 사용은 1587년에 신화와 전설에서 볼 수 있는 신성한 기원을 가진 강하고 유능한 여성을 지칭하는 것이었다.

## 고대

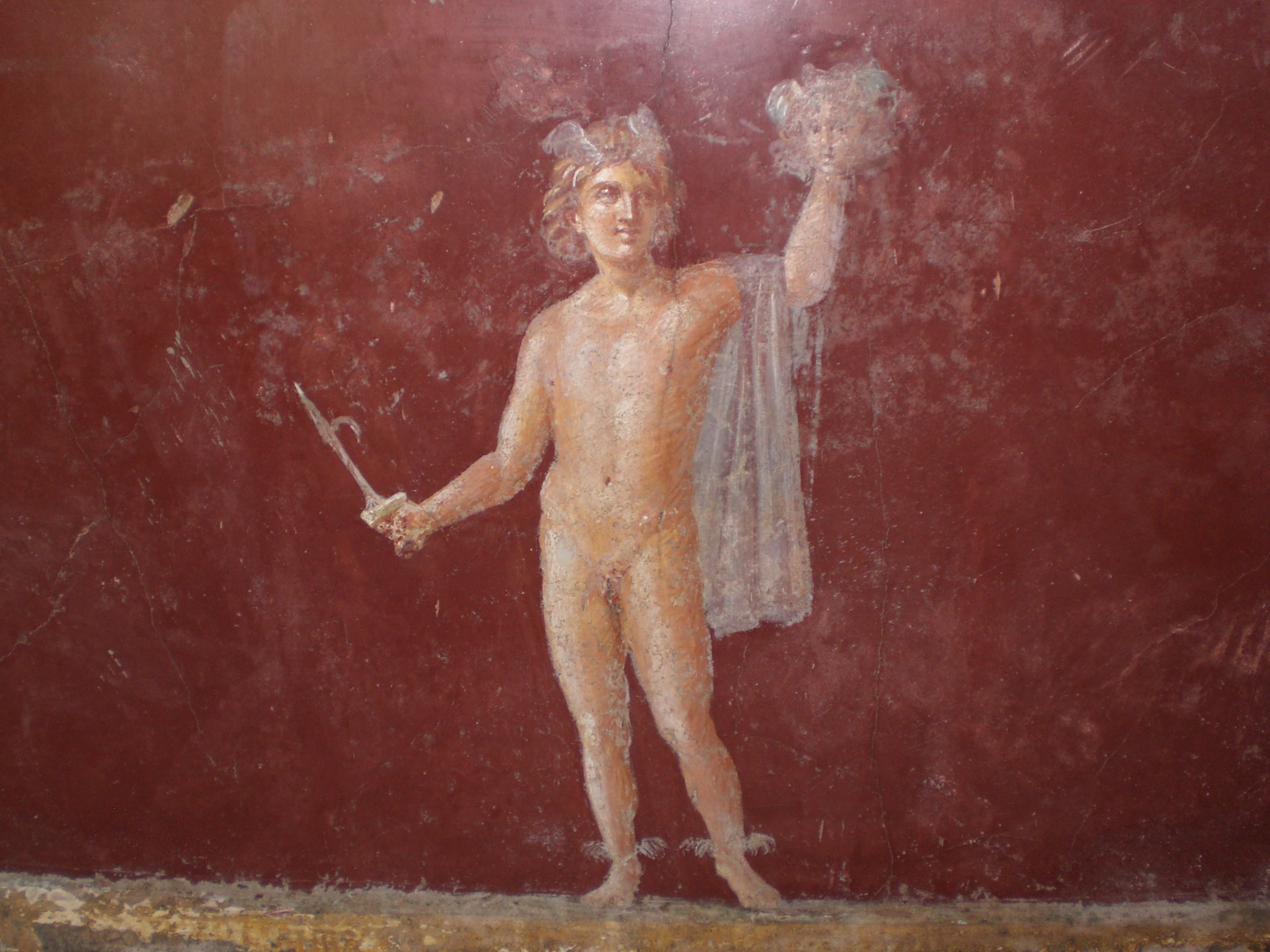
스타비아에의 로마 프레스코화에 그려진 페르세우스와 메두사의 머리

고전 영웅은 "명예를 추구하며 살고 죽는 전사"로 여겨지며, "살육의 찬란함과 효율성"으로 자신의 위대함을 주장한다. 각 고전 영웅의 삶은 전쟁이나 서사적 탐험 중에 발생하는 싸움에 초점을 맞춘다. 고전 영웅은 흔히 반신반인이거나 비범한 재능을 가진 인물이며, 아킬레우스처럼 위험한 상황을 통해 영웅적인 인물로 진화한다. 이 영웅들은 놀랍도록 기지가 뛰어나고 숙련되었지만, 종종 무모하고 재앙을 자초하며 사소한 문제로 추종자들의 목숨을 위협하고 어린아이처럼 오만하게 행동한다. 고전 시대에 사람들은 영웅을 최고의 존경과 중요성으로 여겼으며, 이는 서사 문학에서 그들의 중요성을 설명한다. 이러한 필멸의 인물들의 등장은 청중과 작가들이 불멸의 신들에서 필멸의 인류로 시선을 돌리는 진화를 의미하며, 영광스러운 영웅적인 순간들은 후손들의 기억 속에 살아남아 그들의 유산을 확장시킨다.

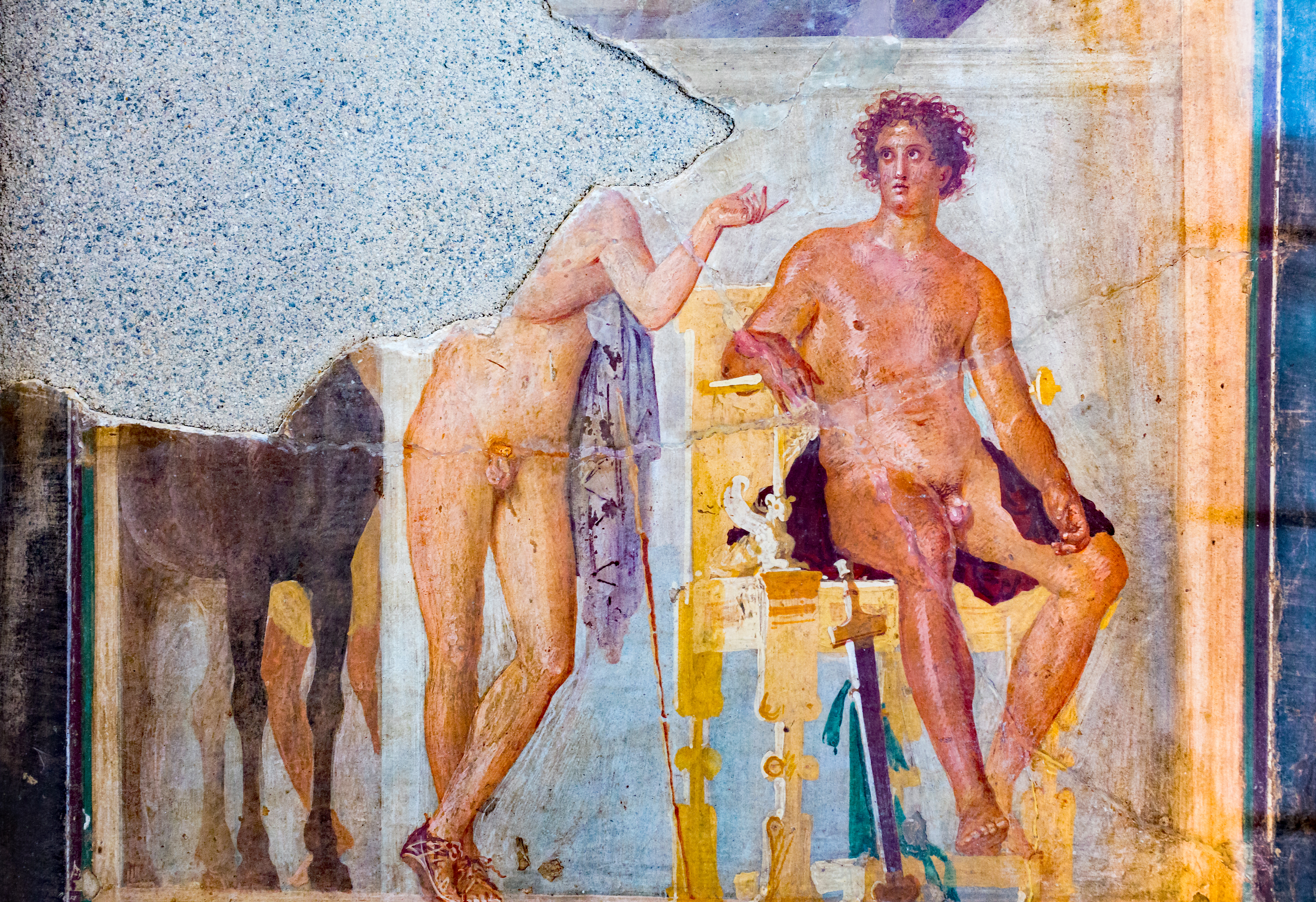
두 영웅. 헤르쿨라네움의 로마 프레스코화, 서기 30-40년

헥토르는 트로이의 왕자이자 트로이 전쟁에서 트로이의 가장 위대한 전사였으며, 주로 호메로스의 일리아스를 통해 알려져 있다. 헥토르는 트로이 방어에서 트로이인과 그들의 동맹군을 이끌었고, "31,000명의 그리스 전사를 죽였다." 헥토르는 용기뿐만 아니라 고귀하고 예의 바른 성품으로도 알려져 있었다. 실제로 호메로스는 헥토르를 평화를 사랑하고 사려 깊으며 대담하고 좋은 아들이자 남편, 아버지로 묘사하며 어두운 동기가 없다고 한다. 그러나 일리아스에서 그의 가족적 가치는 영웅적인 열망과 크게 충돌하는데, 그는 트로이의 수호자이자 자녀의 아버지가 동시에 될 수 없기 때문이다. 헥토르는 결국 아테나가 그의 동맹 데이포보스로 변장하여 나타나 아킬레우스에게 도전하도록 설득하면서 신들에 의해 배신당하고, 결국 우월한 전사의 손에 죽음을 맞는다.

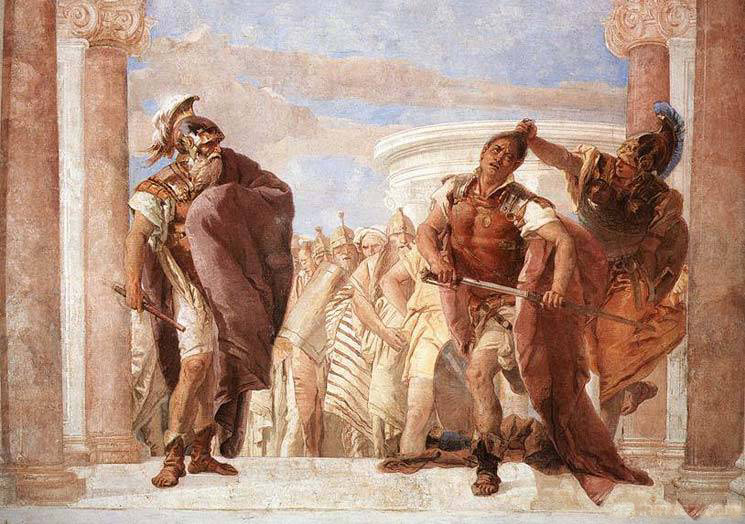
조반니 바티스타 티에폴로의 아킬레우스의 분노, 1757

아킬레우스는 트로이 전쟁 전체에서 가장 강력한 군사 전투기로 여겨졌던 그리스 영웅이자 일리아스의 중심 인물이었다. 그는 테티스와 펠레우스의 자식이었기 때문에 반신이었다. 그는 전장에서 초인적인 힘을 휘둘렀고, 신들과 친밀한 관계를 축복받았다. 아킬레우스는 아가멤논의 불명예스러운 행동 이후 싸움을 거부했고, 사랑하는 동료 파트로클로스가 헥토르에게 살해당한 후 순수한 분노로 인해 전쟁에 다시 참여했다. 아킬레우스는 헥토르의 시신을 트로이 시 주변을 일곱 번 끌고 다니며 모욕하는 것과 같은 잔인한 행동을 정의하는 통제할 수 없는 분노로 유명했다. 아킬레우스는 그의 메니스(분노)가 반복적으로 그의 필로스(사랑)를 압도했기 때문에 일리아스에서 비극적인 역할을 한다.
신화 속 영웅들은 종종 신들과 친밀하지만 갈등하는 관계를 가졌다. 예를 들어, 헤라클레스의 이름은 "헤라의 영광"을 의미하지만, 그는 그리스 신들의 여왕인 헤라에 의해 평생 동안 괴롭힘을 당했다. 아마도 가장 인상적인 예는 아테나를 도시의 수호신으로 선택했기 때문에 포세이돈에게 살해당한 아테네의 왕 에렉테우스일 것이다. 아테네인들이 아크로폴리스에서 에렉테우스를 숭배할 때, 그들은 그를 포세이돈 에렉테우스로 불렀다.
숙명은 고전 영웅 이야기에서 엄청난 역할을 한다. 고전 영웅의 중요성은 본질적으로 위험한 행동인 전장에서의 정복에서 비롯된다. 그리스 신화의 신들은 영웅들과 상호작용할 때 종종 영웅의 궁극적인 전장에서의 죽음을 예고한다. 수많은 영웅과 신들은 자신의 운명을 바꾸기 위해 엄청난 노력을 기울이지만, 인간이든 불멸자이든 강력한 세 운명이 정한 결과를 바꿀 수 없으므로 성공하지 못한다. 이러한 특징적인 예는 오이디푸스왕에서 찾을 수 있다. 자신의 아들인 오이디푸스가 자신을 죽일 것이라는 사실을 알게 된 테베의 왕 라이오스는 아들을 왕국에서 제거함으로써 아들의 죽음을 확실히 하기 위해 엄청난 조치를 취한다. 몇 년 후 오이디푸스가 자신의 아버지를 알아보지 못한 채 길에서 분쟁 중 아버지를 만났을 때, 오이디푸스는 주저 없이 그를 죽인다. 이 인식의 부족이 오이디푸스가 아버지를 죽이는 것을 가능하게 했으며, 아이러니하게도 아버지를 자신의 운명에 더 묶어 놓았다.
영웅주의 이야기는 도덕적 예시 역할을 할 수 있다. 그러나 고전 영웅들은 종종 훌륭하고 완벽하게 도덕적인 영웅이라는 기독교적 개념을 구현하지 않았다. 예를 들어, 아킬레우스의 증오심에 찬 분노라는 성격 문제는 무자비한 살육으로 이어지고, 그의 압도적인 자만심은 병사들이 모든 영광을 독차지하는 것을 원치 않았기 때문에 트로이 전쟁에만 참여하게 만들었다. 고전 영웅들은 그들의 도덕성과 관계없이 종교에 편입되었다. 고전 고대에는 헤라클레스, 페르세우스, 아킬레우스와 같은 신격화된 영웅들을 숭배하는 숭배 집단이 고대 그리스 종교에서 중요한 역할을 했다. 이러한 고대 그리스 영웅 숭배는 구전 서사 전통의 영웅들을 숭배했으며, 이 영웅들은 개인에게 축복, 특히 치유의 축복을 내리는 경우가 많았다.

## 신화와 단일신화

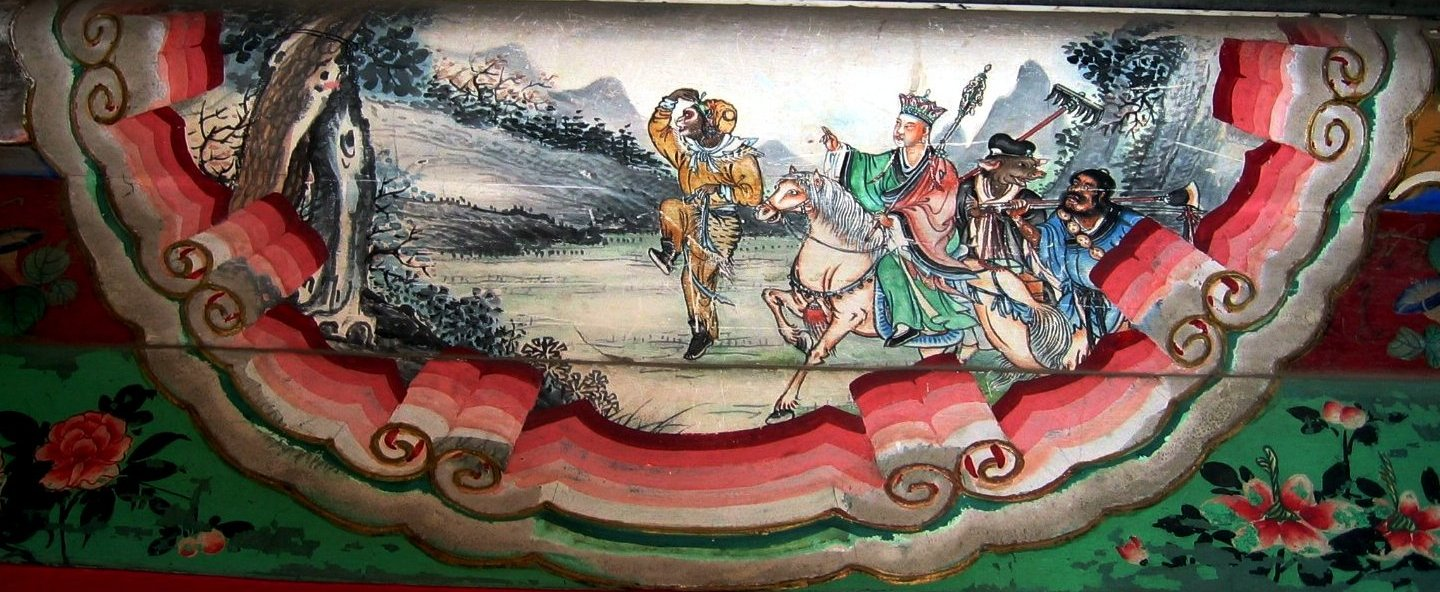
16세기 중국 소설 서유기에 나오는 네 영웅

"신화적 영웅 원형" 개념은 래글런 경이 1936년 저서 『영웅: 전통, 신화, 드라마 연구』에서 처음 개발했다. 이는 역사와 전 세계의 다양한 문화, 신화, 종교에 걸쳐 많은 영웅들이 공유하는 22가지 공통 특성들의 집합이다. 래글런은 점수가 높을수록 그 인물이 신화적일 가능성이 높다고 주장했다.

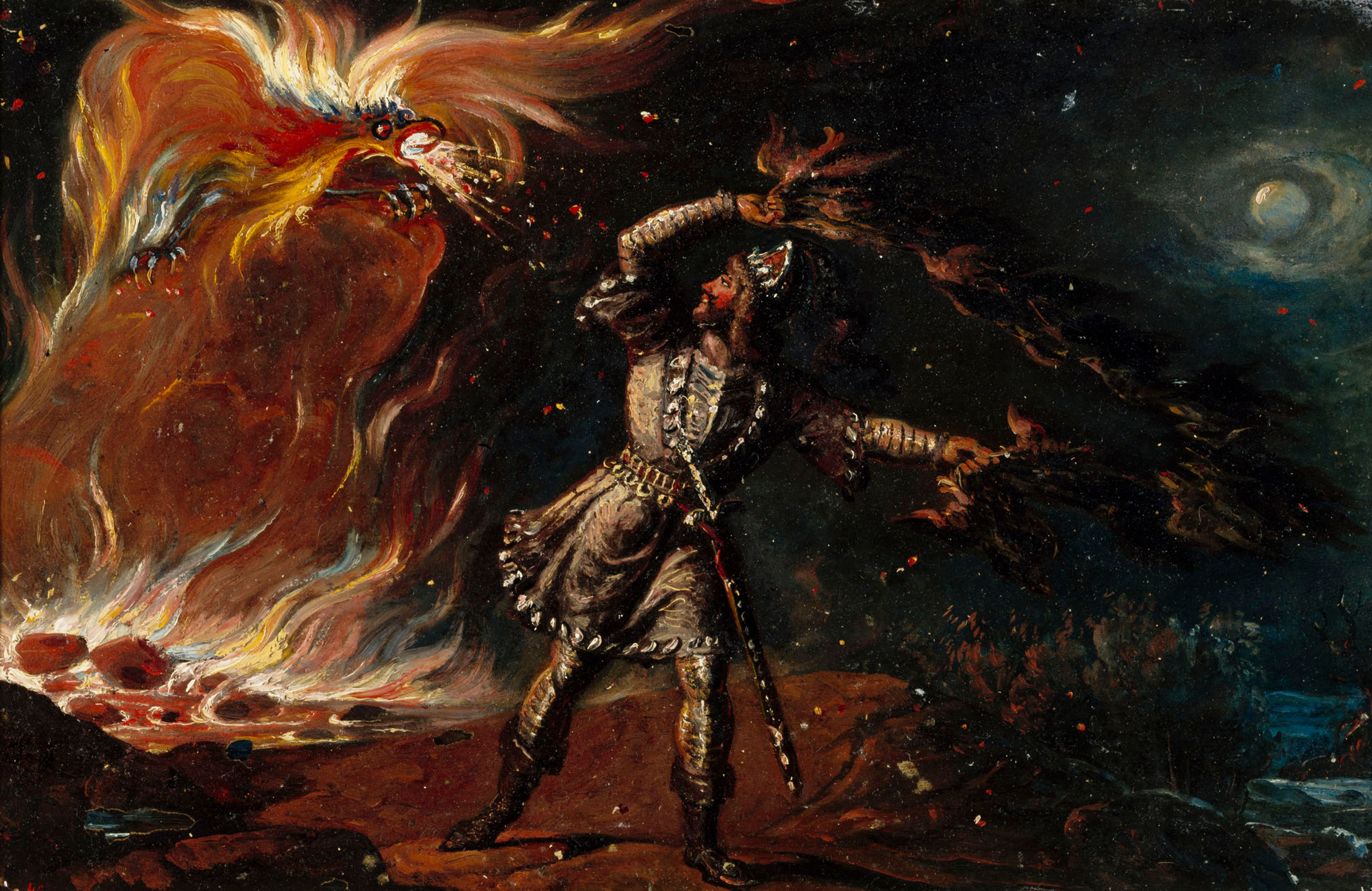
레밍캐이넨과 불타는 독수리, 로베르트 빌헬름 에크만, 1867

모든 문화에 널리 퍼져 있다고 알려진 표준 단일신화적 "영웅의 탐색" 이야기 원형 개념은 다소 논쟁의 여지가 있다. 주로 조지프 캠벨이 1949년 저서 『천의 얼굴을 가진 영웅』에서 상세히 설명한 이 개념은 문화와 믿음이 크게 다름에도 불구하고 영웅이 무엇을 나타내는가에 대한 유사한 사상을 지닌 영웅 이야기의 여러 통합 주제를 보여준다. 단일신화 또는 영웅의 여정은 출발, 입문, 귀환의 세 가지 별개의 단계로 구성된다. 이 단계들 안에는 영웅이 (처음에는 거부할 수도 있는) 모험에 대한 부름, 초자연적인 도움, 일련의 시련을 겪는 과정, 자신에 대한 깨달음(또는 신성화), 그리고 탐색이나 여정을 통해 살 수 있는 자유를 얻는 것을 포함하여 남녀 영웅이 따를 수 있는 여러 원형이 있다. 캠벨은 크리슈나, 붓다, 티아나의 아폴로니오스, 예수와 같은 유사한 주제를 가진 이야기의 예를 제시했다. 그가 탐구하는 주제 중 하나는 보살처럼 남성과 여성의 특성을 결합한 양성적인 영웅이다. "여기서 주목할 첫 번째 놀라운 점은 보살의 양성적인 특성이다. 즉 남성적인 아발로키테슈바라와 여성적인 관음이다." 1968년 저서 『신들의 가면: 서양 신화』에서 캠벨은 "전기적 세부 사항이 정확하든 아니든, 십자가에 못 박히고 부활한 그리스도의 감동적인 전설은 사랑하는 탐무즈, 아도니스, 오시리스 주기라는 옛 주제에 새로운 온기, 즉시성, 그리고 인간성을 불어넣기에 충분했다는 것이 분명하다."고 썼다.

## 슬라브 민담

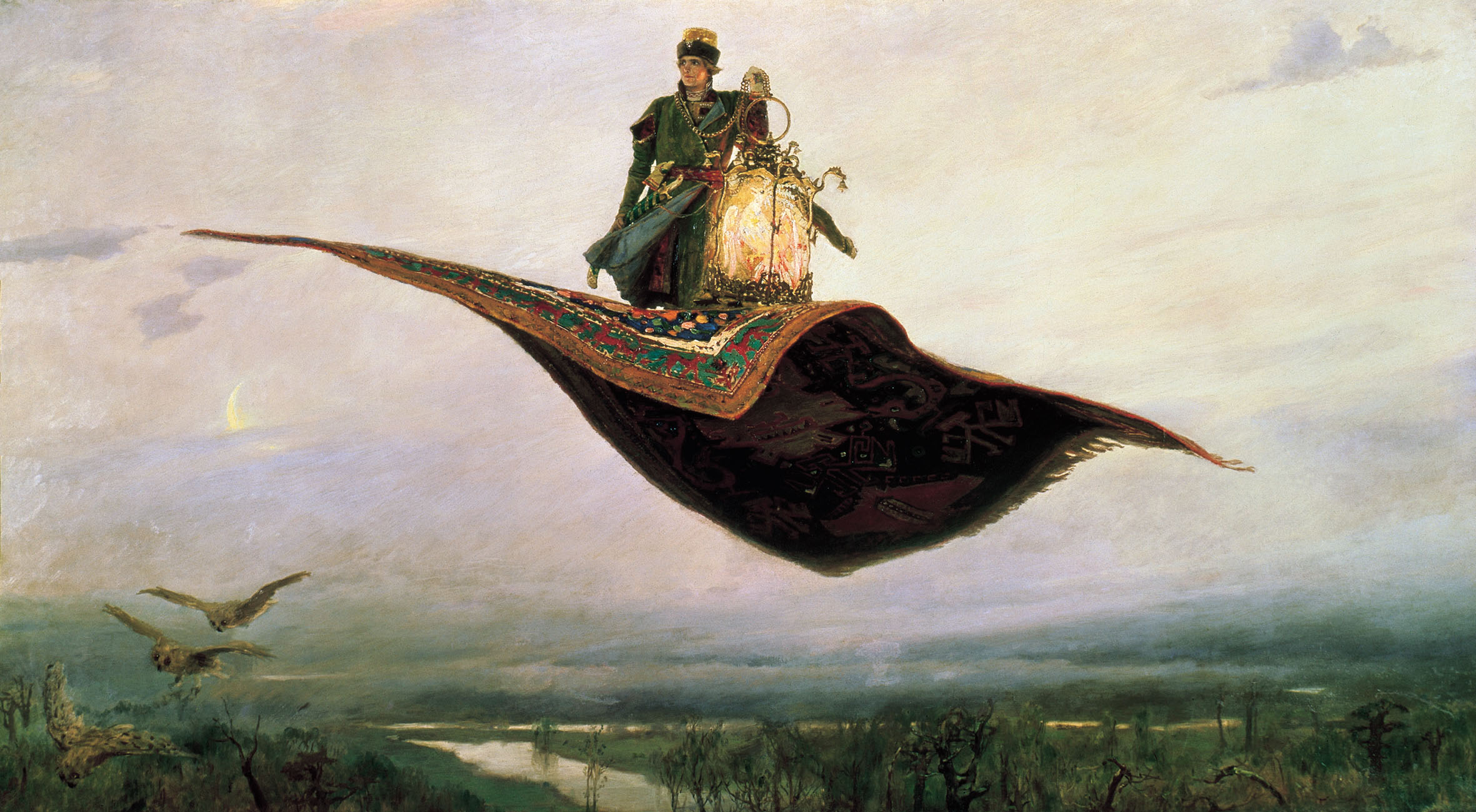
빅토르 바스네초프의 러시아 민담 영웅 이반 차레비치 (1880)

블라디미르 프로프는 러시아 메르헨 분석에서 메르헨에는 오직 8개의 드라마티스 페르소나에만 존재하며 그 중 하나가 영웅이라고 결론지었고,:p. 80 그의 분석은 러시아 이외의 민담에도 널리 적용되었다. 그러한 영웅의 영역에 속하는 행동은 다음과 같다.
1. 탐색을 위한 출발
2. 후원자의 시험에 반응
3. 공주 (또는 유사한 인물)와 결혼

프로프는 구도자와 희생자 영웅을 구별했다. 악당은 영웅을 납치하거나 쫓아냄으로써 문제를 시작할 수 있었다. 이들은 희생자 영웅이었다. 반면에 적대자는 영웅을 강탈하거나, 그에게 가까운 사람을 납치하거나, 악당의 개입 없이 영웅이 무언가 부족하다는 것을 깨닫고 그것을 찾기 위해 나설 수 있었다. 이 영웅들은 구도자이다. 희생자는 구도자 영웅이 나오는 이야기에 나타날 수 있지만, 이야기는 그 둘 모두를 따라가지 않는다.:36

## 역사 연구

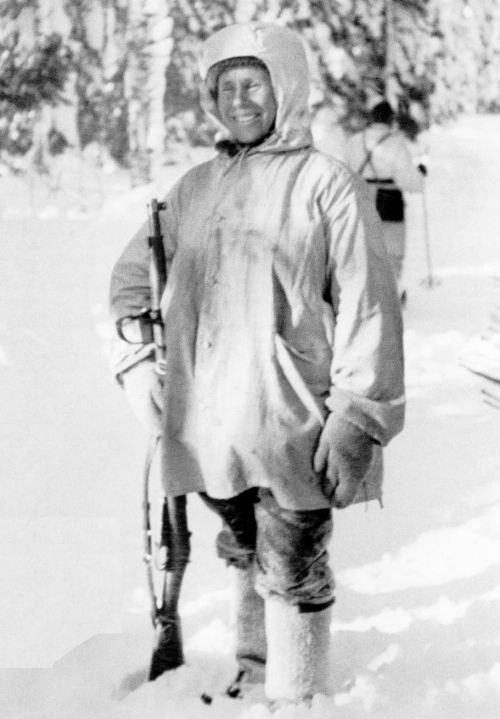
겨울 전쟁 중 핀란드 군 저격수였던 시모 해위해는 겸손한 성품에도 불구하고 선구적인 전쟁 영웅이라는 명성을 얻었다.

철학자 헤겔은 나폴레옹으로 의인화된 "영웅"에게 특정 문화의 국민정신과 따라서 일반적인 시대정신의 화신으로서 중심적인 역할을 부여했다. 토머스 칼라일의 1841년 저서 『영웅, 영웅 숭배, 그리고 역사 속의 영웅적인 것』 또한 역사에서 영웅과 위인들에게 본질적인 기능을 부여했다. 칼라일은 전기를 중심으로 역사를 구성했으며, 올리버 크롬웰의 편지 및 연설과 프리드리히 대왕의 역사가 그 예이다. 그의 영웅들은 정치 및 군사 인물, 국가의 건국자 또는 전복자뿐만 아니라 종교인, 시인, 작가, 그리고 산업의 거물들이었다.
20세기 후반에는 칼라일의 입장을 명시적으로 옹호하는 경우가 드물었다. 역사철학 학파의 대부분은 역사의 동기가 칼라일이 인물 묘사에 사용했던 것보다 더 넓은 시야로만 가장 잘 설명될 수 있다고 주장한다. 예를 들어, 카를 마르크스는 역사가 이러한 힘이 작용하는 개인이 아니라 "계급투쟁"에서 작용하는 거대한 사회적 힘에 의해 결정된다고 주장했다. 마르크스 이후, 허버트 스펜서는 19세기 말에 다음과 같이 썼다. "위인의 탄생은 그가 나타나는 인종을 만들어낸 복잡한 영향의 오랜 연속과 그 인종이 천천히 성장한 사회 상태에 달려 있음을 인정해야 한다...[그가] 사회를 다시 만들기 전에 그의 사회가 그를 만들어야 한다." 미셸 푸코는 사회적 소통과 논쟁에 대한 그의 분석에서 역사는 주로 "주권자의 과학"이었으며, "역사적, 정치적 대중 담론"에 의해 뒤집힐 때까지 그러했다고 주장했다.

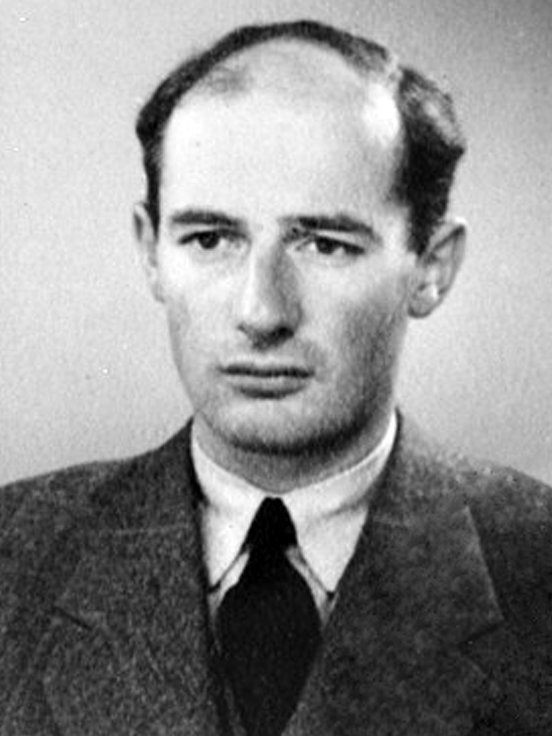
스웨덴 외교관 라울 발렌베리는 제2차 세계 대전 중 부다페스트에서 수만 명의 유대인 생명을 구했다.

뤼시앵 페브르, 마르크 블로크, 페르낭 브로델이 이끄는 아날학파는 역사에서 개별 주체의 역할이 과장되는 것에 이의를 제기했다. 실제로 브로델은 다양한 시간 척도를 구분했는데, 하나는 개인의 삶에, 다른 하나는 몇몇 인간 세대의 삶에, 그리고 마지막 하나는 문명에 할당되었으며, 여기서는 지리학, 경제학, 인구통계학이 개별 주체보다 훨씬 더 결정적인 역할을 한다.
역사에서 영웅과 위인의 역할에 대한 연구에서 주목할 만한 사건으로는 시드니 훅의 저서(1943) 『역사의 영웅』을 언급해야 한다. 20세기 후반에는 이러한 남성 중심적 이론이 페미니스트 작가인 주디스 페털리의 『저항하는 독자』(1977)와 문학 이론가 낸시 K. 밀러의 『히로인의 텍스트: 프랑스어와 영어 소설 읽기, 1722-1782』 등에 의해 이의가 제기되었다.
세계화 시대에는 개인이 한 국가와 전 세계의 발전을 변화시킬 수 있으므로, 일부 학자들은 현대 역사 지식의 관점에서 그리고 최신 역사 분석 방법을 사용하여 역사에서 영웅의 역할 문제로 돌아갈 것을 제안할 이유를 제공한다.
발전하는 반사실 역사의 틀 내에서, 역사적 발전의 가설적 시나리오를 검토하려는 시도가 이루어지고 있다. 영웅은 많은 관심을 끈다. 왜냐하면 그러한 시나리오의 대부분은 이 역사적 개인이 살아 있었더라면 또는 살아 있지 않았더라면 어떻게 되었을까 하는 가정에 기반하고 있기 때문이다.

## 현대 소설

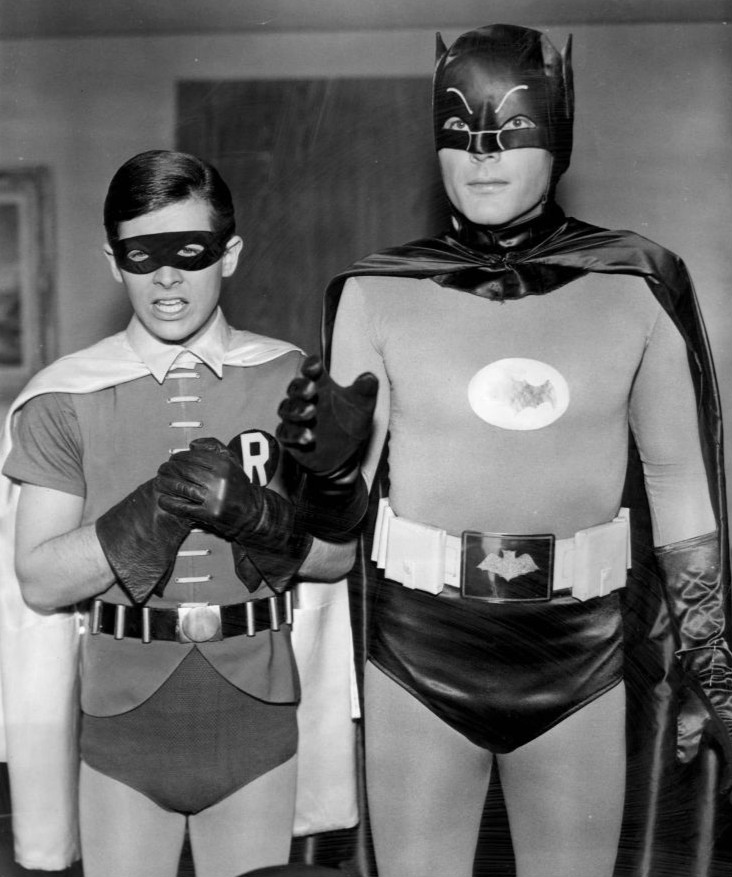
1966–1968년 텔레비전 시리즈 배트맨에 출연한 배트맨 (애덤 웨스트)과 로빈 (버트 워드)

"영웅"(현대에는 "히로인")이라는 단어는 때때로 이야기의 주인공이나 로맨틱 관심사를 묘사하는 데 사용되며, 이는 영웅주의에 대한 초인적인 기대와 충돌할 수 있다. 좋은 예는 레프 톨스토이의 동명 소설 속 주인공 안나 카레니나이다. 현대 문학에서 영웅은 점점 더 문제가 있는 개념이 되고 있다. 예를 들어, 1848년 윌리엄 메이크피스 새커리는 허영의 도시에 "영웅 없는 소설"이라는 부제를 달고, 공감할 만한 인물이 없는 세상을 상상했다. 『허영의 도시』는 현대 세계에 진정으로 도덕적인 영웅이 부재함을 풍자적으로 표현한 것이다. 이 이야기는 에미 세들리와 베키 샤프(후자는 명확하게 정의된 반영웅)라는 인물들에 초점을 맞추며, 줄거리는 이 두 인물이 부유한 남자들과 결국 결혼하는 것에 초점을 맞추고 이야기가 진행됨에 따라 성격적 결함을 드러낸다. 심지어 도빈 대위와 같이 가장 동정적인 인물조차도 종종 나르시시스트적이고 우울하여 약점에 취약하다.
비현실적인 영웅은 사실주의적인 작품보다 판타지 (특히 만화책 및 하이 판타지)에서 더 흔한 특징이다. 그러나 이러한 비현실적인 인물들은 사회에 여전히 널리 퍼져 있다. 슈퍼히어로 장르는 만화책, 영화, 장난감, 비디오 게임을 포함하는 수십억 달러 규모의 산업이다. 슈퍼히어로는 보통 살아있는 인간이 가질 수 없는 특별한 재능과 능력을 소유한다. 슈퍼히어로 이야기는 종종 슈퍼빌런과 영웅을 대립시키며, 영웅은 슈퍼빌런이 야기한 범죄와 싸운다. 오랫동안 인기를 누린 슈퍼히어로의 예로는 슈퍼맨, 원더우먼, 배트맨, 스파이더맨 등이 있다.
연구에 따르면 남성 작가들은 여성 영웅을 초인적으로 만드는 경향이 더 강한 반면, 여성 작가들은 여성 영웅을 평범한 인간으로 만드는 경향이 있으며, 남성 영웅을 여성 영웅보다 더 강력하게 만드는데, 이는 가치 있는 특성에 대한 성별 차이 때문일 수 있다.

## 심리학
사회심리학은 영웅과 영웅주의에 관심을 기울이기 시작했다. 제노 프랑코와 필립 짐바르도는 영웅주의와 이타주의의 차이점을 지적하며, 정당화되지 않은 위험에 대한 관찰자의 인식이 영웅적 지위를 결정하는 데 위험 유형을 넘어서는 역할을 한다는 증거를 제시한다.
심리학자들은 또한 영웅의 특성을 규명했다. 일레인 킨셀라와 그녀의 동료들은 영웅의 12가지 핵심 특성을 용감함, 도덕적 진실성, 신념, 용기 있는, 자기희생, 보호하는, 정직한, 이타적인, 단호한, 타인을 구하는, 영감을 주는, 도움이 되는 것으로 정의했다. 스콧 앨리슨과 조지 괴탈스는 영웅의 "위대한 여덟 가지 특성"에 대한 증거를 발견했는데, 이는 현명함, 강인함, 회복력, 신뢰성, 카리스마, 배려심, 이타심, 영감을 주는 것들로 구성된다. 이 연구자들은 또한 영웅주의의 네 가지 주요 기능을 밝혀냈다. 영웅은 우리에게 지혜를 주고, 우리를 향상시키며, 도덕적 모범을 제공하고, 보호를 제공한다.
진화심리학적 관점에서 영웅의 위험 감수 행동은 영웅의 능력을 보여주는 비용이 많이 드는 신호라는 설명이 있다. 이는 몇 가지 다른 진화적 설명도 있는 이타주의의 한 형태로 볼 수 있다.
로마 채터지는 영웅 또는 더 일반적으로 주인공이 읽고, 듣고, 보면서 이야기를 경험하는 사람의 상징적 표현이라고 제안했다. 따라서 영웅이 개인에게 미치는 관련성은 그들과 등장인물 간의 유사성에 크게 의존한다. 채터지는 이야기와 신화를 영웅-자아 해석의 한 가지 이유로 세상을 개인적인 관점 외에는 볼 수 없는 인간의 무능력을 제시했다.
퓰리처상 수상작인 『죽음의 부정』에서 어니스트 베커는 인간 문명이 궁극적으로는 우리의 죽음에 대한 지식에 대한 정교하고 상징적인 방어 기제이며, 이는 다시 우리의 기본적인 생존 기제에 대한 정서적, 지적 반응으로 작용한다고 주장한다. 베커는 인간 삶에 객체의 물리적 세계와 인간 의미의 상징적 세계라는 기본적인 이중성이 존재한다고 설명한다. 따라서 인간은 물리적 자아와 상징적 자아로 구성된 이중적 본성을 가지고 있기 때문에, 그는 인간이 주로 상징적 자아에 집중함으로써 영웅주의를 통해 죽음이라는 딜레마를 초월할 수 있다고 주장한다. 이러한 상징적 자아 중심은 개인의 "영생 프로젝트"의 형태를 취하는데, 이는 본질적으로 자신이 물리적 현실보다 우월하다고 믿게 하는 상징적인 신념 체계이다. 불멸 프로젝트의 조건에 따라 성공적으로 살아감으로써 사람들은 영웅이 될 수 있고, 따라서 자신의 육체와 달리 결코 죽지 않을 영원한 존재의 일부가 될 수 있다고 느낀다. 그는 이것이 궁극적으로 사람들에게 자신의 삶이 의미 있고 목적이 있으며 전체적인 계획에서 중요하다는 느낌을 준다고 주장한다. 책 전반에 걸쳐 흐르는 또 다른 주제는 종교와 같은 인류의 전통적인 "영웅 시스템"이 이성의 시대에는 더 이상 설득력이 없다는 그의 믿음이다. 과학은 불멸 프로젝트의 역할을 하려 하지만, 베커는 그것이 인간의 삶에 동의할 만한 절대적인 의미를 제공할 수 없기 때문에 결코 그렇게 할 수 없다고 믿는다. 이 책은 사람들이 동의할 수 있는 방식으로 영웅적으로 느낄 수 있게 해주는 새로운 설득력 있는 "환상"이 필요하다고 말한다. 베커는 죽음이라는 인류의 타고난 동기에 대한 점진적인 인식이 더 나은 세상을 가져오는 데 도움이 될 수 있기를 희망한다. 공포 관리 이론 (TMT)은 이러한 관점을 지지하는 증거를 제시했다.

## 정신적, 신체적 통합
제2차 세계 대전 중 나치 독일 점령 시기 크레타 저항군 성공을 연구한 작가이자 지구력 연구자인 C. 맥두걸은 고대 그리스 영웅들과 통합된 신체적 자기 통제, 훈련, 정신적 단련 문화를 연결시켰다. 기술은 "많은 사람들이 이미 가지고 있다는 사실을 깨닫지 못하는 엄청난 힘, 지구력, 민첩성의 자원을 발휘하는 능력"을 확립했다.
맥두걸은 핀다로스의 제5네메아 찬가에 대한 주석을 포함한 영웅적 행동의 예시를 인용한다. "미노타우로스보다 훨씬 약한 테세우스는 칼이 없었기에 팡크라티온을 사용하여 싸워 이겼다." 고대 올림픽 경기에서 특징적이었던 무술인 팡크라티온은 "총체적인 힘과 지식"을 의미하며, "신들과 영웅들이 모든 재능을 발휘하여 정복하는 것과 관련"되었다.

## 같이 보기
- 액션 히어로
- 반영웅
- 바이런적 영웅
- 카네기 영웅 기금
- 문화영웅
- 민속 영웅
- 게르만 영웅
- 사회주의 노동영웅
- 영웅 판타지
- 여성 액션 영웅 및 악당 목록
- 랜디안 영웅
- 마지못해 영웅
- 낭만적 영웅
- 소테르
- 비극적 영웅
- 유협

## 더 읽어보기
- Allison, Scott (2010). 《Heroes: What They Do and Why We Need Them》. 리치먼드: 옥스퍼드 대학교 출판부.
- Bell, Andrew (1859). 《British-Canadian Centennium, 1759–1859: General James Wolfe, His Life and Death: A Lecture Delivered in the Mechanics' Institute Hall, Montreal, on Tuesday, September 13, 1859, being the Anniversary Day of the Battle of Quebec, fought a Century before in which Britain lost a Hero and Won a Province》. Quebec: J. Lovell. 52쪽.
- Blashfield, Jean (1981). 《Hellraisers, Heroines and Holy Women》. 뉴욕: 세인트 마틴 프레스.
- Burkert, Walter (1985). 〈The dead, heroes and chthonic gods〉. 《Greek Religion》. 케임브리지, 매사추세츠: 하버드 대학교 출판부.
- Calder, Jenni (1977). 《Heroes. From Byron to Guevara》. 런던: Hamish Hamilton. ISBN 978-0-241-89536-8.
- Campbell, Joseph (1949). 《천의 얼굴을 가진 영웅》. 프린스턴: 프린스턴 대학교 출판부.
- Chatterji, Roma (1986). 《The Voyage of the Hero: The Self and the Other in One Narrative Tradition of Purulia》. 《Contributions to Indian Sociology》 19. 95–114쪽. doi:10.1177/006996685019001007. S2CID 170436735.
- Carlyle, Thomas (1840) On Heroes, Hero Worship and the Heroic in History
- Craig, David, Back Home, Life Magazine-Special Issue, Volume 8, Number 6, 85–94.
- Dundes, Alan; 오토 랑크; 래글런 경 (1990). 《In Quest of the Hero》. 프린스턴: 프린스턴 대학교 출판부.
- Hadas, Moses; 모턴 스미스 (1965). 《Heroes and Gods》. 하퍼콜린스.
- Hein, David (1993). 《The Death of Heroes, the Recovery of the Heroic》. 《Christian Century》 110. 1298–1303쪽.
- Kerényi, Karl (1959). 《The Heroes of the Greeks》. 런던: 템즈 앤 허드슨.
- Hook, Sydney (1943) The Hero in History: A Study in Limitation and Possibility
- Khan, Sharif (2004). 《Psychology of the Hero Soul》.
- Lee, Christopher (2005). 《Nelson and Napoleon, The Long Haul to Trafalgar》. headline books. 560쪽. ISBN 978-0-7553-1041-8.
- 리델, 헨리와 로버트 스콧. 그리스-영어 사전.   link
- Rohde, Erwin (1924). 《프시케》.
- Price, John (2014). 《Everyday Heroism: Victorian Constructions of the Heroic Civilian》. London: Bloomsbury. ISBN 978-1-4411-0665-0.
- 래글런 경 (1936). 《The Hero: A Study in Tradition, Myth and Drama》. 미네올라, 뉴욕: 도버 출판사. (재출간 2003)
- Smidchens, Guntis (2007). 《National Heroic Narratives in the Baltics as a Source for Nonviolent Political Action》. 《Slavic Review》 66,3. 484–508쪽. doi:10.2307/20060298. JSTOR 20060298. S2CID 156435931.
- Svoboda, Elizabeth (2014). 《What Makes a Hero?: The Surprising Science of Selflessness》. Current. ISBN 978-1617230134.